# Torneio Pré-Olímpico de Voleibol Masculino de 2016 - Mundial
O Torneio Pré-Olímpico de Voleibol Masculino de 2016 foi a competição qualificatória para os Jogos Olímpicos de Verão de 2016, subdividida em dois torneios. O primeiro torneio chamado Torneio Pré-Olímpico Mundial I foi disputado concomitantemente com o Pré-Olímpico Asiático e da Oceania, sediado no Japão, onde foi estabelecido que na classificação final a melhor seleção deste continente no referido torneio assegurasse uma vaga para a referida olimpíada, e previu vagas para os três primeiros colocados ao final deste certame, totalizando quatro vagas.
Já o Pré-Olímpico Mundial II, também chamado de intercontinental, sediado no México, reuniu os terceiros colocados no seus respectivos pré-olímpicos continentais, com exceção do Continente Africano que teve dois representantes. Ao final da competição apenas uma seleção garantiu vaga para os jogos olímpico supramencionado.
O Pré-Olímpico Mundial I foi vencido pela Seleção Polonesa que assegurou sua vaga aos Jogos Olímpicos de 2016; a vaga prevista via Pré-Olímpico da Ásia e Oceania foi alcançada pela Seleção Iraniana, e como esta integrou o pódio do octogonal, a quarta colocada do certame também assegurou vaga, no caso foi a Seleção Canadense.

## Torneio Pré-Olímpico Mundial I
Este foi o chamado primeiro torneio qualificatório de seleções para a disputa dos Jogos Olímpicos de Verão de 2016 a nível mundial, realizado entre 22 de maio a 5 de junho no Japão, com a participação do país-sede e de sete países. Ao final, três seleções classificaram-se para a referida olimpíada, além da vaga prevista para a melhor equipe asiática.

### Seleções participantes
As seguintes seleções foram qualificadas para a disputa do Torneio Pré-Olímpico Mundial I 2016.
| Equipe    | Qualificação                                       |
| --------- | -------------------------------------------------- |
| Japão     | Representante do País-Sede                         |
| Austrália | Nomeação ranking da AVC em Janeiro de 2016         |
| Canadá    | Vice-campeão do Pré-Olímpico NORCECA de 2016       |
| China     | Nomeação ranking da AVC em Janeiro de 2016         |
| Irã       | Nomeação ranking da AVC em Janeiro de 2016         |
| França    | Vice-campeão do Pré-Olímpico Europeu de 2016       |
| Polônia   | Terceiro lugar do Pré-Olímpico Europeu de 2016     |
| Venezuela | Vice-campeão do Pré-Olímpico Sul-Americano de 2016 |

### Fórmula
As seleções enfrentaram-se entre si em turno único. Ao final da disputa, qualificaram-se para os Jogos Olímpicos de Verão a seleção asiática melhor ranqueada na competição e as três melhores seleções no ranqueamento geral.

### Classificação
- Local: Ginásio Metropolitano de Tóquio, Japão

|     |           |     | Jogos | Jogos | Jogos | Resultados | Resultados | Resultados | Resultados | Resultados | Resultados | Sets | Sets | Sets  | Pontos | Pontos | Pontos |
| Pos | Equipe    | Pts | T     | V     | D     | 3–0        | 3–1        | 3–2        | 2–3        | 1–3        | 0–3        | V    | P    | R     | V      | P      | R      |
| --- | --------- | --- | ----- | ----- | ----- | ---------- | ---------- | ---------- | ---------- | ---------- | ---------- | ---- | ---- | ----- | ------ | ------ | ------ |
| 1   | Polônia   | 15  | 7     | 6     | 1     | 3          | 0          | 3          | 0          | 1          | 0          | 19   | 9    | 2.111 | 639    | 584    | 1.094  |
| 2   | Irã       | 15  | 7     | 6     | 1     | 1          | 2          | 3          | 0          | 0          | 1          | 18   | 11   | 1.636 | 668    | 637    | 1.049  |
| 3   | França    | 15  | 7     | 5     | 2     | 2          | 2          | 1          | 1          | 0          | 1          | 17   | 10   | 1.700 | 637    | 571    | 1.116  |
| 4   | Canadá    | 12  | 7     | 4     | 3     | 1          | 1          | 2          | 2          | 0          | 1          | 16   | 14   | 1.143 | 654    | 640    | 1.022  |
| 5   | Austrália | 10  | 7     | 3     | 4     | 1          | 2          | 0          | 1          | 1          | 2          | 12   | 14   | 0.857 | 599    | 612    | 0.979  |
| 6   | China     | 9   | 7     | 2     | 5     | 2          | 0          | 0          | 3          | 2          | 0          | 14   | 15   | 0.933 | 627    | 635    | 0.987  |
| 7   | Japão     | 6   | 7     | 2     | 5     | 1          | 1          | 0          | 0          | 2          | 3          | 8    | 16   | 0.500 | 547    | 573    | 0.955  |
| 8   | Venezuela | 2   | 7     | 0     | 7     | 0          | 0          | 0          | 2          | 2          | 3          | 6    | 21   | 0.286 | 524    | 643    | 0.815  |

### Fase única
| Data   | Hora  |           | Placar |           | Set 1 | Set 2 | Set 3 | Set 4 | Set 5 | Total   | Relatório |
| ------ | ----- | --------- | ------ | --------- | ----- | ----- | ----- | ----- | ----- | ------- | --------- |
| 28 mai | 10:10 | Irã       | 3–0    | Austrália | 25–19 | 25–17 | 25–18 |       |       | 75–54   | P2 P3     |
| 28 mai | 12:55 | China     | 1–3    | França    | 13–25 | 25–22 | 23–25 | 21–25 |       | 82–97   | P2 P3     |
| 28 mai | 15:40 | Polônia   | 3–2    | Canadá    | 25–18 | 17–25 | 25–21 | 18–25 | 15–9  | 100–98  | P2 P3     |
| 28 mai | 19:20 | Japão     | 3–1    | Venezuela | 26–28 | 25–20 | 25–19 | 25–19 |       | 101–86  | P2 P3     |
| 29 mai | 10:10 | Canadá    | 2–3    | Irã       | 29–27 | 25–19 | 20–25 | 21–25 | 14–16 | 109–112 | P2 P3     |
| 29 mai | 12:55 | Venezuela | 1–3    | Austrália | 25–19 | 20–25 | 10–25 | 19–25 |       | 74–94   | P2 P3     |
| 29 mai | 15:40 | França    | 2–3    | Polônia   | 25–22 | 25–13 | 29–31 | 17–25 | 12–15 | 108–106 | P2 P3     |
| 29 mai | 19:15 | Japão     | 0–3    | China     | 20–25 | 22–25 | 23–25 |       |       | 65–75   | P2 P3     |
| 31 mai | 10:10 | Austrália | 2–3    | Canadá    | 19–25 | 26–24 | 25–20 | 27–29 | 11–15 | 108–113 | P2 P3     |
| 31 mai | 12:55 | China     | 3–0    | Venezuela | 25–16 | 25–18 | 25–15 |       |       | 75–49   | P2 P3     |
| 31 mai | 15:40 | Irã       | 0–3    | França    | 20–25 | 18–25 | 22–25 |       |       | 60–75   | P2 P3     |
| 31 mai | 19:20 | Polônia   | 3–0    | Japão     | 25–22 | 25–16 | 25–23 |       |       | 75–61   | P2 P3     |
| 1 jun  | 10:10 | Venezuela | 0–3    | Canadá    | 20–25 | 20–25 | 25–27 |       |       | 65–77   | P2 P3     |
| 1 jun  | 12:55 | França    | 3–1    | Austrália | 25–22 | 25–18 | 16–25 | 44–42 |       | 110–107 | P2 P3     |
| 1 jun  | 15:40 | China     | 2–3    | Polônia   | 28–26 | 25–20 | 16–25 | 17–25 | 10–15 | 96–111  | P2 P3     |
| 1 Jun  | 19:15 | Japão     | 1–3    | Irã       | 20–25 | 25–19 | 22–25 | 25–27 |       | 92–96   | P2 P3     |
| 2 jun  | 10:10 | Canadá    | 0–3    | França    | 17–25 | 17–25 | 16–25 |       |       | 50–75   | P2 P3     |
| 2 jun  | 12:55 | Irã       | 3–2    | China     | 26–24 | 22–25 | 25–19 | 17–25 | 18–16 | 108–109 | P2 P3     |
| 2 jun  | 15:40 | Polônia   | 3–0    | Venezuela | 25–21 | 25–17 | 25–18 |       |       | 75–56   | P2 P3     |
| 2 jun  | 19:20 | Austrália | 3–0    | Japão     | 25–23 | 25–19 | 29–27 |       |       | 79–69   | P2 P3     |
| 4 jun  | 10:10 | China     | 1–3    | Austrália | 23–25 | 22–25 | 25–20 | 24–26 |       | 94–96   | P2 P3     |
| 4 jun  | 12:55 | Venezuela | 2–3    | França    | 21–25 | 25–23 | 11–25 | 25–20 | 9–15  | 91–108  | P2 P3     |
| 4 jun  | 15:40 | Polônia   | 1–3    | Irã       | 20–25 | 18–25 | 25–20 | 32–34 |       | 95–104  | P2 P3     |
| 4 jun  | 19:15 | Japão     | 1–3    | Canadá    | 25–23 | 19–25 | 21–25 | 19–25 |       | 84–98   | P2 P3     |
| 5 jun  | 10:10 | Irã       | 3–2    | Venezuela | 25–23 | 27–29 | 21–25 | 25–18 | 15–8  | 113–103 | P2 P3     |
| 5 jun  | 12:55 | Canadá    | 3–2    | China     | 25–16 | 20–25 | 24–26 | 25–20 | 15–9  | 109–96  | P2 P3     |
| 5 jun  | 15:40 | Austrália | 0–3    | Polônia   | 21–25 | 15–25 | 25–27 |       |       | 61–77   | P2 P3     |
| 5 jun  | 19:20 | França    | 0–3    | Japão     | 18–25 | 23–25 | 23–25 |       |       | 64–75   | P2 P3     |

### Classificação final
| Posição | Equipe    |
| ------- | --------- |
| 1       | Polônia   |
| 2       | Irã       |
| 3       | França    |
| 4       | Canadá    |
| 5       | Austrália |
| 6       | China     |
| 7       | Japão     |
| 8       | Venezuela |

|  | Qualificados para a Olimpíada Rio 2016 |

### Prêmios individuais
Os atletas que se destacarem individualmente foram.
| Posição     | Jogador          | Seleção   |
| ----------- | ---------------- | --------- |
| Oposto      | Gavin Schmitt    | Canadá    |
| 1º Ponteiro | Antonin Rouzier  | França    |
| 2º Ponteiro | Yūki Ishikawa    | Japão     |
| 1º Central  | Nicolas Le Goff  | França    |
| 2º Central  | Mohammad Mousavi | Irã       |
| Líbero      | Luke Perry       | Austrália |
| Levantador  | Saeid Marouf     | Irã       |